# Platanthera hologlottis
Platanthera hologlottis är en orkidéart som beskrevs av Carl Maximowicz. Platanthera hologlottis ingår i släktet nattvioler, och familjen orkidéer. Inga underarter finns listade i Catalogue of Life.

## Bildgalleri

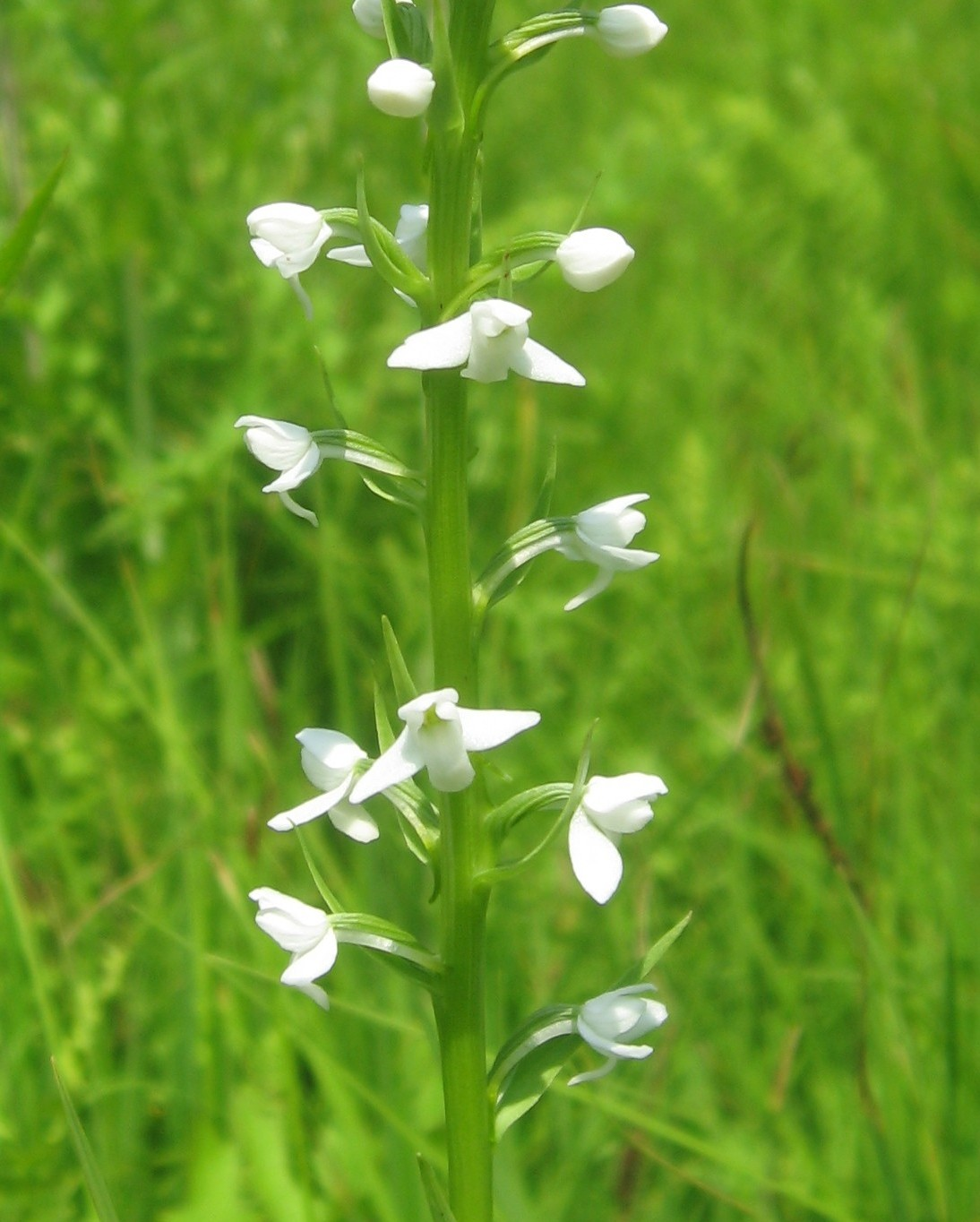
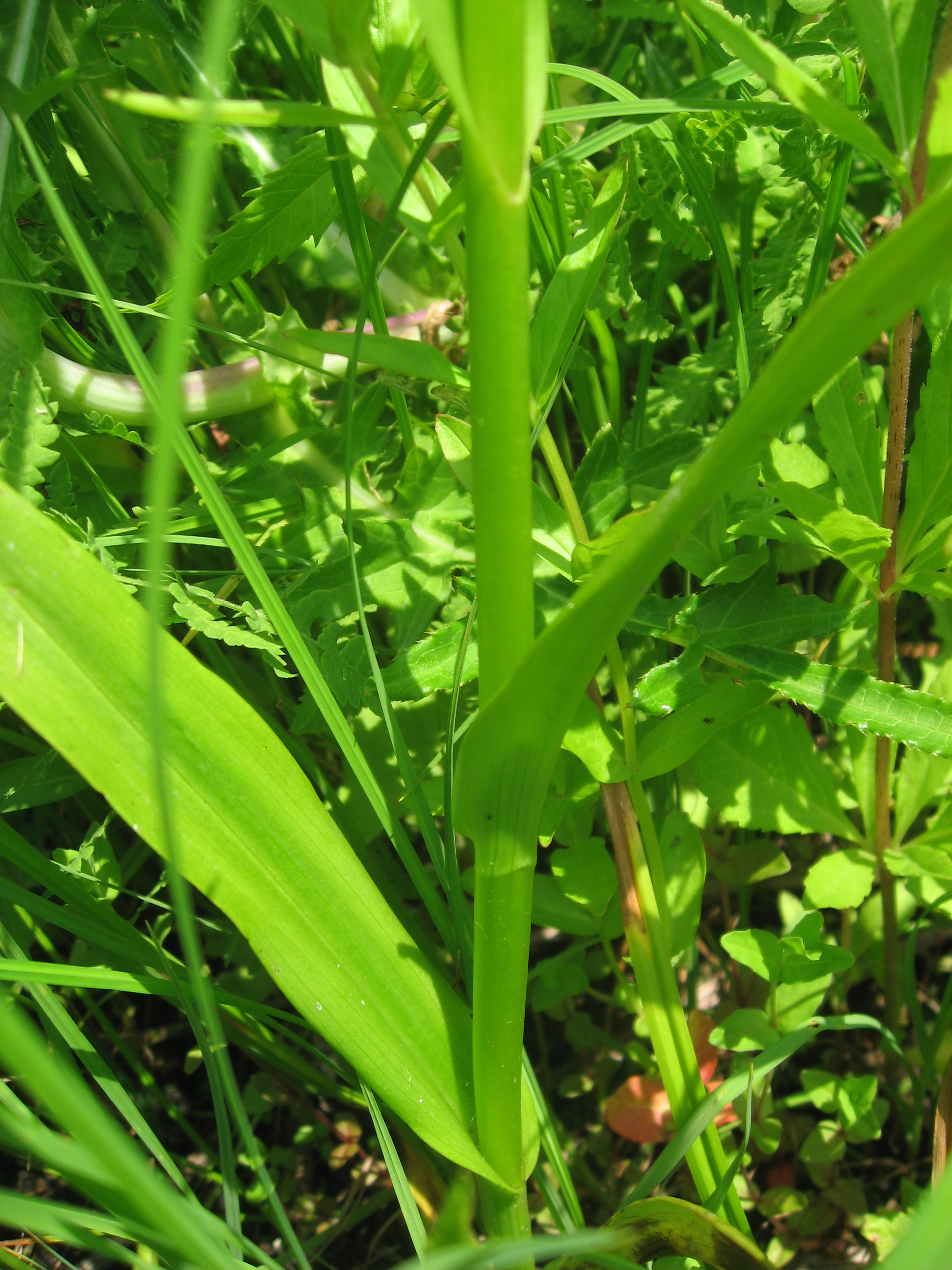